# Juan C. Tan
Juan Cañizares Tan (10 de octubre de 1922-8 de septiembre de 2005), más conocido como Ka Johnny, es un sindicalista filipino y el fundador de la Federación de Obreros Libres (en inglés: Federation of Free Workers o FFW), una red cristiana de obreros y uniones en el país.
Junto con otros ilustres como el nacionalista y hispanista Claro M. Recto, Tan y sus colegas en la FFW fueron unas de las primeras víctimas de la represión macartista en el país, algo que sigue siendo una amenaza para el proletariado hasta el día de hoy.